# ケン・マグレガー
ケン・マグレガー（Ken McGregor, 1929年6月2日 - 2007年12月1日）は、オーストラリア・アデレード出身の男子テニス選手。フルネームは Kenneth Bruce McGregor （ケネス・ブルース・マグレガー）という。1950年代初頭にオーストラリア・テニス界の黄金時代の最初期を築いた選手のひとりで、1951年に2歳年上のフランク・セッジマンとペアを組み、テニス史上初の男子ダブルス部門「年間グランドスラム」を達成した。男子シングルスでは1952年の全豪選手権で優勝したが、1950年・1951年の全豪選手権と1951年のウィンブルドン選手権で準優勝に終わった。彼はもともとオーストラリアン・フットボールの選手で、そこからテニスに転向した人であり、長身から繰り出す攻撃的なサーブ・アンド・ボレーを最大の武器にした。右利きの選手。

## 来歴
マグレガーは1948年の全豪選手権から競技経歴を始め、1950年から男子テニス国別対抗戦・デビスカップのオーストラリア代表選手に選ばれた。1950年の全豪選手権で、マグレガーは初めて男子シングルス決勝に進出したが、フランク・セッジマンに 3-6, 4-6, 6-4, 1-6 で敗れて準優勝になる。この年は全米選手権の混合ダブルス部門で優勝があり、マーガレット・オズボーン・デュポン（アメリカ）とペアを組み、セッジマンとドリス・ハート（アメリカ）の組を 6-4, 3-6, 6-3 で破っている。1950年は、オーストラリアのテニス界にとって画期的な年になった。第2次世界大戦終了後のデビスカップは、アメリカチームが1946年から1949年まで4連覇していたが、オーストラリアがこの年にアメリカの連続優勝を阻止して1939年以来のデ杯奪還を成し遂げたのである。マグレガーはデ杯決勝の対アメリカ戦で、シングルス第2試合でテッド・シュローダーを破り、オーストラリア・チームの優勝に貢献した。
1951年は男子テニスの歴史に大きな記念碑が刻まれた年となり、ケン・マグレガーとフランク・セッジマンのペアがテニス史上初の男子ダブルス「年間グランドスラム」を達成した。男子ダブルス部門における年間グランドスラムは、今なおこのペア1組だけである。セッジマンとともに男子ダブルスに君臨しはじめた1951年、マグレガーは全豪選手権とウィンブルドン選手権の男子シングルス決勝に進んだが、両方ともディック・サビット（アメリカ）に敗れてしまう。ようやく1952年の全豪選手権で、マグレガーは3年連続の決勝進出で初優勝を果たし、決勝でダブルス・パートナーのセッジマンを 7-5, 12-10, 2-6, 6-2 で破った。
ところが1952年の全米選手権で、マグレガー＆セッジマン組は男子ダブルス決勝でメルビン・ローズ（オーストラリア）＆ビック・セイシャス（アメリカ）組に 6-3, 8-10, 8-10, 8-6, 6-8 で敗れてしまう。1951年全豪選手権から続いてきたマグレガー＆セッジマン組の4大大会男子ダブルス連続優勝は「7連勝」で止まり、2人は2年連続年間グランドスラムの偉業を逃してしまった。1952年12月29日-31日のデビスカップ決勝を最後に、マグレガーは「アマチュアテニス選手」の競技から退き、1953年からジャック・クレーマーの勧めにより「プロテニス選手」に転向した。
1999年に国際テニス殿堂入り。8年後の2007年12月1日、彼は胃癌のためオーストラリア・アデレードの自宅にて78歳で死去した。

## 4大大会優勝
- 全豪選手権　男子シングルス：1勝（1952年）／男子ダブルス：2勝（1951年＆1952年）　［男子シングルス準優勝2度：1950年・1951年］
- 全仏選手権　男子ダブルス：2勝（1951年＆1952年）
- ウィンブルドン選手権　男子ダブルス：2勝（1951年＆1952年）　［男子シングルス準優勝1度：1951年］
- 全米選手権　男子ダブルス：1勝（1951年）／混合ダブルス：1勝（1950年）

### 男子ダブルスの4冠達成ペア
- フランク・セッジマン＆ケン・マグレガー　（ともにオーストラリア、1951年に唯一の「年間グランドスラム」）
- ケン・ローズウォール＆ルー・ホード　（ともにオーストラリア、1953年 → 1956年）
- ロイ・エマーソン＆ニール・フレーザー　（ともにオーストラリア、1959年 → 1962年）
- ジョン・ニューカム＆トニー・ローチ　（ともにオーストラリア、1965年 → 1967年）
- マーク・ウッドフォード＆トッド・ウッドブリッジ　（ともにオーストラリア、1992年 → 2000年）
- ヤッコ・エルティン＆ポール・ハーフース　（ともにオランダ、1994年 → 1998年）
- ボブ・ブライアン＆マイク・ブライアン　（ともにアメリカ、2003年 → 2006年）